# الأدب العربي في عصر المماليك
آداب اللغة العربية في عصر المماليك هو الأدب في عصر الدولة المملوكية الذي يمتد زمانيا من 1250م إلى 1517م، ومكانيا في كل من مصر، والشام، والعراق.

## المظاهر الأدبية

### أدب الموسوعات
نشأت مدرسة مصرية شهيرة اختصت بتأليف الموسوعات في شتى النواحي الأدبية والسياسية والتاريخية والاجتماعية والإنسانية. ورأس هذه المدرسة في مصر، شهاب الدين النويري، صاحب الموسوعة الشهيرة: «نهاية الأرب في فنون الأدب». وقد بلغ من قيمتها أن ترجمت للغة اللاتينية في القرن 18.

### أدب المسرح
في العصر المملوكي كانت أول محاولة لمسرحيات خيال الظل في العصور الوسطى، حيث جمعت مثل هذه المسرحيات بين الشعر والنثر الفني. وكانت أولى هذه المحاولات على يد ابن دانيال الأديب والطبيب، وهو من أشهر أدباء مصر في العصر المملوكي، (توفى عام 710هـ / 1310م)،

### أدب الدواوين
برع في ذلك الأديب بن عبد الظاهر (توفي 692 هـ/ 1293 م)، حيث عينه الظاهر بيبرس كاتباً للسر بديوان الإنشاء. 

### أدب الشعر
عرف الشعر في عصر المماليك تراجعا كبيرا، ومال إلى النظم اللفظي عن الشاعرية فكثر زخرفه وتنميقه وفقد معانيه العميقة ومواضيعه الجادة.
ابتعد الشاعر عن اكتساب المعارف والتهى بالألاعيب والأحاجي والألغاز كنظم البيت يقرئ من اليمين إلى اليسار وعكس ذلك بنفس الصورة:
```
مودته تدوم لكل هول ☆ وهل كل مودته تدوم.
```

أصبح الشاعر طالب مال لا طالب ابداع، كقول الشاعر:
```
كلما قلت قال أحسنت قولاً ☆ وبأحسنت لا يُباع الدقيق.
```

## حالة اللغة
أبقى المماليك اللغة العربية لغة رسمية للبلاد، وخصصوا رواتب شهرية للعلماء كما فعل من قبلهم الأيوبيين والفاطميين؛ لتشجيعهم على التأليف.

## قائمة الأدباء في عصر المماليك
- أبو الحسين ابن الجزار.
- ابن الوراق
- المناوي المصري
- صلاح الدين الصفدي.
- بهاء الدين السبكي.